# Кленова селищна рада
Клено́ва се́лищна ра́да — орган місцевого самоврядування у складі Ровеньківської міської ради Луганської області. Адміністративний центр — селище міського типу Кленовий.

## Загальні відомості
- Кленова селищна рада утворена в 1955 році.
- Територія ради: 4,35 км²
- Населення ради: 3 472 особи (станом на 2001 рік)

## Населені пункти
Кленовій селищній раді підпорядковані:
| № | Назва            | Тип  | Рік заснування | Площа, км² | Населення, ос. |
| - | ---------------- | ---- | -------------- | ---------- | -------------- |
| 1 | Великокам'янка   | смт  | 1861           | 1,71       | 1163           |
| 2 | Кленовий         | смт  |                | 2,64       | 2142           |
| 3 | Коробкине        | село | 1951           | 0,406      | 69             |
| 4 | Верхня Краснянка | с-ще | 1957           | 0,131      | 98             |

## Склад ради
Рада складається з 20 депутатів та голови.
- Голова ради: Кротиков Сергій Володимирович
- Секретар ради: Сабадаш Тетяна Борисівна

### Керівний склад попередніх скликань
| ПІБ                            | Основні відомості                                                        | Дата обрання | Дата звільнення |
| ------------------------------ | ------------------------------------------------------------------------ | ------------ | --------------- |
| Панасенко Микола Володимирович | Селищний голова, 1964 року народження, безпартійний                      | 26.03.2006   | 31.10.2010      |
| Кротиков Сергій Володимирович  | Селищний голова, 1966 року народження, освіта вища, член Партії регіонів | 31.10.2010   |                 |

Примітка: таблиця складена за даними джерела

### Депутати
За результатами місцевих виборів 2010 року депутатами ради стали:

#### За суб'єктами висування
| Суб'єкт висування           | Кількість обраних депутатів | %  |
| --------------------------- | --------------------------- | -- |
| Партія регіонів             | 15                          | 75 |
| Самовисування               | 3                           | 15 |
| Комуністична партія України | 2                           | 10 |

#### За округами
| № округу                    | Прізвище, ім'я, по батькові    | Дата визнання обраним | Освіта         | Партійна приналежність            | Відомості про обраного депутата                                                     |
| --------------------------- | ------------------------------ | --------------------- | -------------- | --------------------------------- | ----------------------------------------------------------------------------------- |
| Комуністична партія України |                                |                       |                |                                   |                                                                                     |
| 5                           | Щербина Наталія Іллівна        | 03.11.2010            | Освіта вища    | член Комуністичної партії України | аптека № 201, завідувачка                                                           |
| 12                          | Павленко Ірина Миколаївна      | 03.11.2010            | Освіта вища    | позапартійна                      | ТОВ «Ровенькиантрацит-вуглесервіс», гірничий діспетчер                              |
| Партія регіонів             |                                |                       |                |                                   |                                                                                     |
| 2                           | Ткачук Лариса Олексіївна       | 03.11.2010            | Освіта вища    | член Партії регіонів              | Ровеньківська міська рада, начальник відділу по житловим питанням та скаргам        |
| 3                           | Парченко Сергій Миколайович    | 03.11.2010            | Освіта вища    | член Партії регіонів              | пенсіонер                                                                           |
| 4                           | Сабадаш Тетяна Борисівна       | 03.11.2010            | Освіта вища    | член Партії регіонів              | Кленова селищна рада, секретар                                                      |
| 8                           | Роїк Зінаїда Миколаївна        | 03.11.2010            | Освіта середня | член Партії регіонів              | котельня «Кіпящій слой», начальник                                                  |
| 9                           | Татарінцева Ольга Гаврилівна   | 03.11.2010            | Освіта середня | позапартійна                      | ВП «Шахта імені Космонавтів» ДП «Ровенькиантрацит», оператор котельні               |
| 10                          | Кужелєва Наталія Анатоліївна   | 03.11.2010            | Освіта середня | член Партії регіонів              | Комунальне підприємство «Уют — 2006», майстер                                       |
| 11                          | Безгіна Валентина Віталіївна   | 03.11.2010            | Освіта середня | член Партії регіонів              | Комунальне підприємство «Уют — 2006», начальник                                     |
| 13                          | Мошева Вікторія Василівна      | 03.11.2010            | Освіта середня | член Партії регіонів              | Кленова селищна рада, спеціаліст 1 категорії з бухгалтерського обліку і звітності   |
| 14                          | Коновалова Світлана Миколаївна | 03.11.2010            | Освіта середня | позапартійна                      | тимчасово не працює                                                                 |
| 15                          | Михєєва Лариса Іванівна        | 03.11.2010            | Освіта середня | член Партії регіонів              | Кленова селищна рада, спеціаліст-землевпорядник                                     |
| 16                          | Лукушина Марина Вячеславівна   | 03.11.2010            | Освіта вища    | член Партії регіонів              | Великокамянська загальноосвітня школа, вчитель                                      |
| 17                          | Євсюкова Олена Іванівна        | 03.11.2010            | Освіта середня | член Партії регіонів              | Кленова селищна рада, спеціаліст 2 категорії з бухгалтерського обліку і звітності   |
| 18                          | Хрипачова Марина Володимирівна | 03.11.2010            | Освіта вища    | позапартійна                      | Великокам'янська загальноосвітня школа, вчитель                                     |
| 19                          | Кукуєва Лариса Миколаївна      | 03.11.2010            | Освіта вища    | позапартійна                      | пенсіонер                                                                           |
| 20                          | Орлікова Лариса Євгеніївна     | 03.11.2010            | Освіта середня | позапартійна                      | приватний підприємець                                                               |
| Самовисування               |                                |                       |                |                                   |                                                                                     |
| 1                           | Лебедєва Олена Юріївна         | 03.11.2010            | Освіта вища    | позапартійна                      | Великокамянська загальноосвітня школа, вчитель                                      |
| 6                           | Рожков Микола Миколайович      | 03.11.2010            | Освіта середня | позапартійний                     | пенсіонер                                                                           |
| 7                           | Головченко Людмила Анатоліївна | 16.05.2011            | Освіта вища    | член Партії регіонів              | ДП «Ровеньки Антрацит» підрозділ «Шахта ім. Космонавтів», заступник гол. бухгалтера |